# Metlaouia autumna
Metlaouia autumna là một loài bướm đêm thuộc họ Noctuidae. Loài này có ở vùng Maghreb, Tripolitania, the Sinai ở Ai Cập và miền bắc Negev và miền bắc Arava ở Israel
Con trưởng thành bay vào tháng 11. Có thể có một lứa một năm.
Ấu trùng ăn Artemisia campestris.